# Lijst van watertorens in Utrecht
Deze lijst vormt een overzicht van watertorens in de provincie Utrecht.
| Watertoren                        | Plaats                    | Provincie | Bouwjaar  | Afgebroken | Hoogte      | Inhoud          | Architect                                     | Foto |
| --------------------------------- | ------------------------- | --------- | --------- | ---------- | ----------- | --------------- | --------------------------------------------- | ---- |
| Amersfoort                        | Amersfoort                | Utrecht   | 1912      |            | 17 m        | 700 m³          | Gemeentewerken                                |      |
| Baarn                             | Baarn                     | Utrecht   | 1903      |            | 29 m        | 500 m³          | Utrechtse Waterleiding Maatschappij           |      |
| Bilthoven                         | Bilthoven                 | Utrecht   | 1926-1927 |            | 42 m        | 300 m³          | H.F. Mertens                                  |      |
| Breukelen                         | Breukelen                 | Utrecht   | 1927-1928 |            | 44 m, circa | 400 m³          | J. Gerber(?)                                  |      |
| Bunnik                            | Bunnik/Werkhoven          | Utrecht   | 1937      |            | 43,5 m      | 306 m³          |                                               |      |
| Doorn                             | Doorn                     | Utrecht   | 1902      |            | 30 m        | 150 m³          | Visser & Smit Hanab                           |      |
| Lopik                             | Lopik                     | Utrecht   | 1936      |            | 47 m        | 400 m³          | MABEG                                         |      |
| Maarsbergen                       | Maarsbergen               | Utrecht   | 1960      |            | 30 m        | 40 m³           | N.B. Goudzwaard                               |      |
| Maarssen                          | Maarssen                  | Utrecht   | 1911      | 1976       | 29 m        | 100 m³          |                                               |      |
| Meerkerk                          | Meerkerk                  | Utrecht   | 1936      |            | 59,7 m      | 560 m³          | Technisch Advies Bureau Nederlandse Gemeenten |      |
| Mijdrecht                         | Mijdrecht                 | Utrecht   | 1937      |            | 41 m        | 500 m³          |                                               |      |
| Nieuwegein                        | Nieuwegein of IJsselstein | Utrecht   | 1911      |            | 28,5 m      | 150 m³          | R. Kuipers                                    |      |
| Oudewater                         | Oudewater                 | Utrecht   | 1911      | 1966       | 32,5 m      | 130 m³          | R. Kuipers                                    |      |
| Rhenen                            | Rhenen                    | Utrecht   | 1935      |            | 42,5 m      | 600 m³          | H. van Hoogdalem                              |      |
| Soest                             | Soest                     | Utrecht   | 1931      |            | 23,5 m      | 200 m³          |                                               |      |
| Soestdijk                         | Soestdijk                 | Utrecht   | 1680      |            | 10 m        | 60 m³           | Willem Meesters                               |      |
| Utrecht, Lauwerhof                | Utrecht                   | Utrecht   | 1896      |            | 39 m        | 1500 m³         | L.C. Dumont                                   |      |
| Utrecht, Riouwstraat              | Utrecht                   | Utrecht   | 1897      | 1937       | 39 m(?)     | 500 m³          | Utrechtse Waterleiding Maatschappij           |      |
| Utrecht, Heuveloord               | Utrecht                   | Utrecht   | 1905      |            | 37 m        | 1000 m³         |                                               |      |
| Utrecht, Amsterdamsestraatweg 380 | Utrecht                   | Utrecht   | 1918      |            | 43,5 m      | 1000 m³         | W.K. de Wijs                                  |      |
| Utrecht, De Inktpot               | Utrecht                   | Utrecht   | 1921      |            | 60 m        | 27 m³           | G.W. van Heukelom                             |      |
| Utrecht, Neckardreef - Overvecht  | Utrecht                   | Utrecht   | 1935      |            | 48,5 m      | 250 m³ + 250 m³ | J.L. Pateer                                   |      |
| Utrecht, Het Spoorwegmuseum       | Utrecht                   | Utrecht   |           |            |             |                 |                                               |      |
| Vianen                            | Vianen                    | Utrecht   | 1909      |            | 26,5 m      | 100 m³          | R. Kuipers                                    |      |
| Woerden                           | Woerden                   | Utrecht   | 1905-1906 |            | 27,5 m      | 75 m³           | J. Schotel                                    |      |
| Woudenberg                        | Woudenberg                | Utrecht   | 1937      |            | 34,5 m      | 205 m³          | A.A. Willems                                  |      |
| Zeist, Bergweg                    | Zeist                     | Utrecht   | 1896      |            | 37,5 m      | 300 m³          |                                               |      |

Drenthe ·
Flevoland ·
Friesland ·
Gelderland ·
Groningen ·
Limburg ·
Noord-Brabant ·
Noord-Holland ·
Overijssel ·
Utrecht ·
Zeeland ·
Zuid-Holland